# Sukcesja (serial telewizyjny)
Sukcesja – amerykański serial telewizyjny (dramat obyczajowy) wyprodukowany przez Gary Sanchez Productions, którego twórcą jest Jesse Armstrong. Serial jest emitowany od 3 czerwca 2018 roku przez HBO, równolegle pojawiając się na HBO Polska.

## Fabuła
Serial opowiada historię rodziny Royów, którzy są właścicielami korporacji medialnej, Waystar Royco. Logan Roy (Brian Cox), który jest prezesem korporacji, chce przekazać kierownictwo jednemu z dzieci. Kendall Roy (Jeremy Strong), starszy syn Logana z drugiego małżeństwa, jest obecnie prezesem jednego z oddziałów firmy i jego oczywistym następcą. Roman Roy (Kieran Culkin), młodszy brat Kendalla, który nie pracuje już w Waystar, jest niedojrzałym i rozrywkowym mężczyzną. Siobhan „Shiv” Roy (Sarah Snook), jedyna córka Logana i zarazem najmłodsze dziecko, rozwija swoją karierę w polityce. Natomiast Connor Roy (Alan Ruck), najstarszy syn i jedyne dziecko z pierwszego małżeństwa, wiedzie spokojne życie w Nowym Meksyku, z dala od rodziny. Pomiędzy rodzeństwem dochodzi do walki o fotel prezesa i władzę.

## Obsada

### Główna
- Brian Cox jako Logan Roy[3]
- Jeremy Strong jako Kendall Roy[3]
- Kieran Culkin jako Roman Roy[3]
- Sarah Snook jako Siobhan „Shiv” Roy
- Nicholas Braun jako Greg
- Matthew Macfadyen jako Tom
- Hiam Abbass jako Marcia „Marcy” Roy[4]
- Alan Ruck jako Connor Roy[4]
- Peter Friedman jako Frank Vernon[4]
- J. Smith-Cameron jako Gerri Kellman
- Alexander Skarsgård jako	 Lukas Matsson

### Drugoplanowa
- Scott Nicholson jako Colin
- David Rasche jako Karl Muller
- Justine Lupe jako Willa Ferreyra
- Rob Yang jako Lawrence Yee[4]
- Natalie Gold jako Rava Roy
- Ashley Zukerman jako Nate[5]
- Dagmara Domińczyk jako Karolina
- Fisher Stevens jako Hugo Baker

## Odcinki
| Sezon | Odcinki | Oryginalna emisja w HBO | Oryginalna emisja w HBO | Oryginalna emisja w HBO Polska | Oryginalna emisja w HBO Polska | Oryginalna emisja w HBO Polska |
| Sezon | Odcinki | Premiera sezonu         | Finał sezonu            | Premiera sezonu                | Finał sezonu                   |                                |
| ----- | ------- | ----------------------- | ----------------------- | ------------------------------ | ------------------------------ | ------------------------------ |
| 1     | 10      | 3 czerwca 2018          | 5 sierpnia 2018         | 4 czerwca 2018                 | 6 sierpnia 2018                |                                |
| 2     | 10      | 11 sierpnia 2019        | 13 października 2019    | 12 sierpnia 2019               | 14 października 2019           |                                |
| 3     | 9       | 17 października 2021    | 12 grudnia 2021         | 18 października 2021           | 13 grudnia 2021                |                                |
| 4     | 10      | 26 marca 2023           | 28 maja 2023            | 27 marca 2023                  | 29 maja 2023                   |                                |

### Sezon 1 (2018)
| Nr | #  | Tytuł                         | Reżyseria      | Scenariusz            | Premiera HBO    | Premiera HBO Polska |
| -- | -- | ----------------------------- | -------------- | --------------------- | --------------- | ------------------- |
| 1  | 1  | Celebration                   | Adam McKay     | Jesse Armstrong       | 3 czerwca 2018  | 4 czerwca 2018      |
| 2  | 2  | Shit Show at the Fuck Factory | Mark Mylod     | Tony Roche            | 10 czerwca 2018 | 11 czerwca 2018     |
| 3  | 3  | Lifeboats                     | Mark Mylod     | Jonathan Glatzer      | 17 czerwca 2018 | 18 czerwca 2018     |
| 4  | 4  | Sad Sack Wasp Trap            | Adam Arkin     | Anna Jordan           | 24 czerwca 2018 | 25 czerwca 2018     |
| 5  | 5  | I Went to Market              | Adam Arkin     | Georgia Pritchett     | 1 lipca 2018    | 2 lipca 2018        |
| 6  | 6  | Which Side Are You On?        | Andrij Parekh  | Susan Soon He Stanton | 8 lipca 2018    | 9 lipca 2018        |
| 7  | 7  | Austerlitz                    | Miguel Arteta  | Lucy Prebble          | 15 lipca 2018   | 16 lipca 2018       |
| 8  | 8  | Prague                        | S. J. Clarkson | Jon Brown             | 22 lipca 2018   | 23 lipca 2018       |
| 9  | 9  | Pre-Nuptial                   | Mark Mylod     | Jesse Armstrong       | 29 lipca 2018   | 30 lipca 2018       |
| 10 | 10 | Nobody Is Ever Missing        | Mark Mylod     | Jesse Armstrong       | 5 sierpnia 2018 | 6 sierpnia 2018     |

### Sezon 2 (2019)
| Nr | #  | Tytuł                 | Reżyseria                             | Scenariusz            | Premiera HBO         | Premiera HBO Polska  |
| -- | -- | --------------------- | ------------------------------------- | --------------------- | -------------------- | -------------------- |
| 11 | 1  | The Summer Palace     | Mark Mylod                            | Jesse Armstrong       | 11 sierpnia 2019     | 12 sierpnia 2019     |
| 12 | 2  | Vaulter               | Andrij Parekh                         | Jon Brown             | 18 sierpnia 2019     | 19 sierpnia 2019     |
| 13 | 3  | Hunting               | Andrij Parekh                         | Tony Roche            | 25 sierpnia 2019     | 26 sierpnia 2019     |
| 14 | 4  | Safe Room             | Robert Pulcini, Shari Springer Berman | Georgia Pritchett     | 1 września 2019      | 2 września 2019      |
| 15 | 5  | Tern Haven            | Mark Mylod                            | Will Tracy            | 8 września 2019      | 9 września 2019      |
| 16 | 6  | Argestes              | Matt Shakman                          | Susan Soon He Stanton | 15 września 2019     | 16 września 2019     |
| 17 | 7  | Return                | Becky Martin                          | Jonathan Glatzer      | 22 września 2019     | 23 września 2019     |
| 18 | 8  | Dundee                | Kevin Bray                            | Mary Laws             | 29 września 2019     | 30 września 2019     |
| 19 | 9  | DC                    | Mark Mylod                            | Jesse Armstrong       | 6 października 2019  | 7 października 2019  |
| 20 | 10 | This Is Not for Tears | Mark Mylod                            | Jesse Armstrong       | 13 października 2019 | 14 października 2019 |

### Sezon 3 (2021)
| Nr | # | Tytuł                     | Reżyseria                    | Scenariusz                                    | Premiera HBO         | Premiera HBO Polska  |
| -- | - | ------------------------- | ---------------------------- | --------------------------------------------- | -------------------- | -------------------- |
| 21 | 1 | Secession                 | Mark Mylod                   | Jesse Armstrong                               | 17 października 2021 | 18 października 2021 |
| 22 | 2 | Mass in Time of War       | Mark Mylod                   | Jesse Armstrong                               | 24 października 2021 | 25 października 2021 |
| 23 | 3 | The Disruption            | Cathy Yan                    | Jesse Armstrong, Georgia Pritchett, Ted Cohen | 31 października 2021 | 1 listopada 2021     |
| 24 | 4 | Lion in the Meadow        | Shari Berman, Robert Pulcini | Jesse Armstrong, Jon Brown                    | 7 listopada 2021     | 8 listopada 2021     |
| 25 | 5 | Retired Janitors of Idaho | Kevin Bray                   | Tony Roche, Susan Stanton                     | 14 listopada 2021    | 15 listopada 2021    |
| 26 | 6 | What It Takes             | Andrij Parekh                | Jesse Armstrong                               | 21 listopada 2021    | 22 listopada 2021    |
| 27 | 7 | Too Much Birthday         | Lorene Scafaria              | Jesse Armstrong                               | 28 listopada 2021    | 29 listopada 2021    |
| 28 | 8 | Chiantishire              | Mark Mylod                   | Jesse Armstrong                               | 5 grudnia 2021       | 6 grudnia 2021       |
| 29 | 9 | All the Bells Say         | Mark Mylod                   | Jesse Armstrong                               | 12 grudnia 2021      | 13 grudnia 2021      |

## Produkcja
6 czerwca 2016 roku, stacja HBO zamówiła pilotowy odcinek od Jessego Armstronga.
W październiku 2016 roku poinformowano, że do obsady dołączyli: Brian Cox jako Logan Roy, Jeremy Strong jako Kendall Roy oraz Kieran Culkin jako Roman Roy.
W kolejnym miesiącu ogłoszono, że w serialu zagrają: Hiam Abbass, Alan Ruck, Rob Yang, Parker Sawyers oraz Peter Friedman.
8 lutego 2017 roku, stacja HBO zamówiła pierwszy sezon serialu.
Pod koniec stycznia 2018 roku, poinformowano, że Ashley Zukerman otrzymał rolę powracającą jako Natan.
11 czerwca 2018 roku, stacja HBO ogłosiła przedłużenie serialu o drugi sezon.
21 sierpnia 2019 roku, HBO oficjalnie ogłosiło zamówienie trzeciego sezonu.
Zdjęcia kręcono w Nowym Jorku, Santa Monica, Norwegii (Åndalsnes), Islandii, w Anglii (zamek Eastnor w hrabstwie Herefordshire) i Szkocji (Glasgow, Dundee), Chorwacji (Korčula), we włoskiej Toskanii (Sovicille, Legoli, Bagno Vignoni, Pienza, Cortona) i Lombardii (jezioro Como).

## Nagrody

### Złote Globy
2020
- Złoty Glob – Najlepszy serial dramatyczny
- Złoty Glob – Najlepszy aktor w serialu dramatycznym Brian Cox

2022
- Złoty Glob – Najlepszy serial dramatyczny
- Złoty Glob – Najlepszy aktor w serialu dramatycznym Jeremy Strong

### BAFTA
2019
- BAFTA – Najlepszy serial zagraniczny

### Emmy
2019
- Emmy – Najlepszy muzyczny motyw przewodni Nicholas Britell
- Emmy – Najlepszy scenariusz serialu dramatycznego Jesse Armstrong – za odcinek „Nobody Is Ever Missing”

### Satelity
2020
- Nagroda za Specjalne Osiągnięcia – Najlepsza obsada telewizyjna
- Satelita – Najlepszy serial dramatyczny
- Satelita – Najlepszy aktor drugoplanowy w serialu, miniserialu, serialu limitowanym lub filmie telewizyjnym Jeremy Strong

### Amerykańska Gildia Producentów Filmowych
2020
- Złoty Laur – Nagroda im. Normana Feltona dla najlepszego producenta serialu dramatycznego Adam McKay, Dara Schnapper, Frank Rich, Gabrielle Mahon, Georgia Pritchett, Jane Tranter, Jesse Armstrong, Jon Brown, Kevin J. Messick, Mark Mylod, Scott Ferguson, Tony Roche – Will Tracy (II) i Jonathan Glatzer za sezon drugi

### Amerykańska Gildia Reżyserów Filmowych
2019
- DGA – Najlepsze osiągnięcie reżyserskie w serialu dramatycznym Adam McKay – za odcinek „Celebration”

### Amerykańska Gildia Scenarzystów
2020
- WGA (TV) – Najlepszy scenariusz serialu dramatycznego Alice Birch, Cord Jefferson, Gary Shteyngart, Georgia Pritchett, Jesse Armstrong, Jon Brown, Jonathan Glatzer, Lucy Prebble, Mary Laws, Susan Soon He Stanton, Tony Roche, Will Tracy
- WGA (TV) – Najlepszy scenariusz odcinka serialu dramatycznego Will Tracy – za odcinek „Tern Haven”

### Critics’ Choice Television
2020
- Critics’ Choice Television – Najlepszy serial dramatyczny
- Critics’ Choice Television – Najlepszy aktor w serialu dramatycznym Jeremy Strong[38]